# MOOC学院
MOOC学院是果壳网旗下产品，是中國最大的MOOC学习者交流社区。网站收录Coursera、Udacity、edX等主要网站MOOC课程链接和内容简介，并提供让学习者互相交流的讨论区和课程笔记区。

## 成立
MOOC学院成立于2013年4月18日，原名“果壳学院”，前身为果壳网MOOC自习教室小组。
2013年7月10日，“果壳学院”更名为“MOOC学院”。
2013年9月，MOOC学院加入Coursera全球翻译合作项目。

## 网站构成
- 课程 收录主要网站MOOC课程，包括基本信息、内容简介和注册链接，包含笔记和点评两个子版块。
- 讨论区 供所有用户讨论交流。
- 观察 发布MOOC相关新闻报道、人物专访和评论。

## 相关报道
1. ↑  除了类Coursera平台之外，还有什么方法可以让我们离在线教育更近？听姬十三说说果壳做MOOC社区的事儿 （页面存档备份，存于），36Kr，2013-10-19
2. ↑  MOOC：网络公开课新时代 （页面存档备份，存于），南方都市报，2013-12-17
3. ↑  2013盘点：MOOC年度关键词 （页面存档备份，存于），MOOC学院，2013-12-30
4. ↑  Coursera Blog：Guokr Joins The Coursera Translation （页面存档备份，存于），2013-9-16